# Don't Forget to Remember
Don't Forget to Remember (även kallad Don't Forget to Remember Me) är en  balladlåt av den australiensiska popgruppen Bee Gees.
Den släpptes på singel i augusti 1969. Sången var #2 i Storbritannien och Schweiz, #73 i USA, #1 i Nya Zeeland, Nederländerna, Republiken Irland och Sydafrika, samt #3 i Belgien. Sången finns även på deras album "Cucumber Castle" från 1970.

## Coverversioner
- Det svenska dansbandet Flamingokvintetten spelade 1972 in sången med text på svenska, "Jag vill leva mitt liv med dig".
- Den svenska dansbands, pop- och countrysångerskan Kikki Danielsson spelade in en cover på sången, med originaltexten på engelska, på sitt album "Jag ska aldrig lämna dig" från 1993.[1]
- Det svenska dansbandet Ingmar Nordströms spelade in sången på sitt album "Saxparty 16" 1989.
- Den svenska sångaren Göran Hagwall spelade 1970 in sången med text på svenska, "Har du glömt?". Utgavs inte förrän 1978 på "Göran Hagwall sjunger Bee Gees bästa".

## Listplaceringar
| Lista          | Topplacering |
| -------------- | ------------ |
| Danmark        | 1            |
| Sydafrika      | 1            |
| Nederländerna  | 1            |
| Nya Zeeland    | 1            |
| Irland         | 1            |
| Storbritannien | 2            |
| Norge          | 2            |
| Kina           | 2            |
| Schweiz        | 2            |
| Belgien        | 3            |
| Österrike      | 8            |
| Tyskland       | 9            |
| Australien     | 10           |
| Spanien        | 27           |
| Kanada         | 39           |
| Frankrike      | 41           |
| USA            | 73           |